# Hermann Finkeldey
Hermann Finkeldey (* 8. Februar 1894 in Büren; † 21. April 1970) war ein deutscher Politiker (CDU).
Finkeldey gehörte vom 19. Dezember 1946 bis zum 19. April 1947 dem Ernannten Landtag von Nordrhein-Westfalen in seiner zweiten Ernennungsperiode an.

## Weblink
Hermann Finkeldey beim Landtag Nordrhein-Westfalen
| Personendaten    | Personendaten                  |
| ---------------- | ------------------------------ |
| NAME             | Finkeldey, Hermann             |
| KURZBESCHREIBUNG | deutscher Politiker (CDU), MdL |
| GEBURTSDATUM     | 8. Februar 1894                |
| GEBURTSORT       | Büren                          |
| STERBEDATUM      | 21. April 1970                 |